# Liste der chinesischen Botschafter in Griechenland
Der Botschafter von China in Griechenland (griechisch πρέσβης της Κίνας στην Ελλάδα, Présvis tis Kínas stin Elláda, chinesisch 中国驻希腊大使, Pinyin Zhōngguó zhù xīlà dàshǐ) ist seit 1972 der offizielle Repräsentant der Volksrepublik China in Griechenland.

## Republik China
Zwischen 1912 und 1949 entsandte auch die Republik China Botschafter.
| Name          | Name (Chinesisch) | Amtsantritt   | Amtszeitende  | Anmerkungen |
| ------------- | ----------------- | ------------- | ------------- | ----------- |
| Wen Yuan-ning | chinesisch 温源宁 | 25. Juni 1947 | 30. Juli 1968 |             |
| Han Lih-wu    | chinesisch 杭立武 | 30. Juli 1968 | 16. Juli 1972 |             |

## Volksrepublik China
| Name            | Name (Chinesisch) | Amtsantritt    | Amtszeitende    | Anmerkungen |
| --------------- | ----------------- | -------------- | --------------- | ----------- |
| Shen Zhiwei     | chinesisch 申志伟 | November 1972  | März 1973       |             |
| Zhou Boping     | chinesisch 周伯萍 | März 1973      | 9. Juni 1975    |             |
| He Yang         | chinesisch 何扬   | September 1975 | Juni 1980       |             |
| Yang Gongsu     | chinesisch 杨公素 | September 1980 | 10. August 1982 |             |
| Zhuang Yan      | chinesisch 庄焰   | Mai 1983       | Mai 1985        |             |
| Chang Hongsheng | chinesisch 唱鸿声 | August 1985    | Juni 1988       |             |
| Zhu Youwan      | chinesisch 祝幼琬 | August 1988    | August 1992     |             |
| Wu Jiagan       | chinesisch 吴家淦 | September 1992 | Februar 1996    |             |
| Yang Guangsheng | chinesisch 杨广胜 | April 1996     | Februar 2000    |             |
| Zhen Jianguo    | chinesisch 甄建国 | Februar 2000   | Juli 2002       |             |
| Tang Zhenqi     | chinesisch 唐振琪 | Juli 2002      | Dezember 2004   |             |
| Tian Xuejun     | chinesisch 田学军 | Dezember 2004  | Oktober 2007    |             |
| Luo Linquan     | chinesisch 罗林泉 | November 2007  | 20. Juli 2011   |             |
| Du Qiwen        | chinesisch 杜起文 | August 2011    | Januar 2014     |             |
| Zou Xiaoli      | chinesisch 邹肖力 | Januar 2014    | 20. Juni 2018   |             |
| Zhang Qiyue     | chinesisch 章启月 | August 2018    | April 2021      | [ 1 ]       |
| Xiao Junzheng   | chinesisch 肖军正 | September 2021 |                 | [ 2 ]       |